# Pura (Svizzera)
Pura (in tedesco Purren, desueto, in dialetto ticinese Püria) è un comune svizzero di 1 398 abitanti del Canton Ticino, nel distretto di Lugano.

## Geografia fisica
Pura è situato nel Malcantone, sulla falda meridionale del Monte Mondini, sul versante destro della valle del fiume Magliasina.

## Monumenti e luoghi d'interesse
- Chiesa parrocchiale di San Martino, attestata dal 1352[1];
- Nel camposanto di Pura riposa il pianista Arturo Benedetti Michelangeli (fonte: Wikipedia, alla voce "Arturo Benedetti Michelangeli")
- Cappella di Santa Maria delle Grazie (o Gesòra), eretta fra il 1856 e il 1875[senza fonte];
- Casa Crivelli, ora Casa Sciolli, eretta alla fine del XV secolo[senza fonte].

## Società

### Evoluzione demografica
L'evoluzione demografica è riportata nella seguente tabella:
Abitanti censiti

## Amministrazione
Ogni famiglia originaria del luogo fa parte del cosiddetto comune patriziale e ha la responsabilità della manutenzione di ogni bene ricadente all'interno dei confini del comune. L'ufficio patriziale, rieletto il 26 aprile 2009, è presieduto da Giancarlo Ruggia.